# Hearts of Iron IV
Hearts of Iron IV là phần tiếp theo của Hearts of Iron III của hãng Paradox Development Studio, một phần trong loạt game đại chiến lược Hearts of Iron tập trung vào Thế chiến II, cho phép người chơi kiểm soát bất kỳ quốc gia đã tồn tại trong thời kỳ 1936-1948. Trong một sự kiện Ask Me Anything (hỏi tôi bất cứ điều gì) trên Reddit, nhân viên Paradox xác nhận rằng Hearts of Iron IV đã được lên kế hoạch. Mặc dù nhóm chẳng đưa ra dấu hiệu nào như là sự ưu tiên của game trong quá trình phát triển khác hơn là nó có khả năng hiện diện trước phần tiếp theo của Victoria 2, đã tiết lộ rằng nó sẽ được phát hành "trước năm 2020". Đây là sự xác nhận sau này như thể dự kiến phát hành vào quý I năm 2015.
Trong cùng sự kiện Ask Me Anything, quản lý của Paradox Development Studio là Johan Andersson hứa hẹn AI tốt hơn và dễ tiếp cận so với HOI3, và rằng trò chơi sẽ không có cứng nhắc, bắt buộc tiến trình của game nhưng sẽ có thêm lối chơi kiểu sandbox. Ông cũng nói rằng HOI4 sẽ có trên hệ điều hành Linux. Dự án Armstrong, tên mã được hé mở gần đây cho một dự án bí mật ở Paradox Development Studio đã được tiết lộ thành tên gọi Hearts of Iron IV vào ngày 23 tháng 1 năm 2014.

## Lối chơi
Cũng như những phiên bản trước của dòng trò chơi Hearts of Iron, người chơi sẽ chọn một nước trong số những nước hiện có trong Chiến tranh thế giới thứ hai và tham gia cuộc chiến. Có hai mốc thời gian để bắt đầu là vào năm 1936 hoặc 1939, tùy vào mốc thời gian mà sẽ có sự khác nhau của các nước trong cây nghiên cứu (research tree). Nhưng khi bắt đầu từ năm 1939 thì tất cả công nghệ đều được nghiên cứu ở mức ba.

### Chính trị
Mỗi nước đều có bốn đảng phái chính trị, đó là đảng dân chủ (demoratics), đảng phát xít (fascist), đảng cộng sản (communist), và đảng thứ ba tùy nước, có thể là phong kiến cũng có thể là đảng quốc gia không theo đường lối chính trị nào (non-aligned) .Có ba phe (faction) chủ yếu trong trò chơi là Phe Đồng Minh, Phe Trục, Đệ Tam Quốc tế. Ngoài ra người chơi còn có thể lập một phe khác tùy vào mức độ đạt được trong national focus tree (tạm dịch: cây tập trung quốc gia). Tùy vào tỷ số nắm giữ của đảng phái chính trị từng nước mà việc quốc gia đó khi xin vào phe phái có được chấp nhận hay không. 

### Quân sự
Có ba binh chủng chính trong HoI4 là không quân, hải quân và lục quân.
Không quân có 3 loại máy bay chính bao gồm:
- Máy bay chiến đấu (Fighter)
- Máy bay hỗ trợ mặt đất (Close air support)
- Máy bay ném bom trên biển (Naval Bomber)

Với mỗi loại máy bay đều có phiên bản dành riêng cho tàu sân bay. Ngoài ra còn có các loại máy bay khác như Máy bay ném bom chiến lược, Máy bay ném bom chiến thuật, Máy bay vận tải. Sau khi người chơi nghiên cứu xong Rocket Engines (tạm dịch: động cơ tên lửa) thì còn mở khóa thêm Máy bay tiêm kích đánh chặn, Tên lửa và các phiên bản nâng cấp của máy bay ném bom chiến lược, chiến thuật.
Hải quân được chia làm 2 loại tàu chính:
- Tàu chiến lớn (Capital Ship)
- Tàu hộ tống (Screen Ship)

Ngoài ra còn có tàu ngầm và tàu vận chuyển.
Lục Quân có 4 loại chiến đấu chính:
- Bộ binh-Pháo binh
- Bộ binh cơ giới
- Tăng-thiết giáp
- Đặc công

Với mỗi loại gồm nhiều tiểu đoàn lính bộ binh-pháo binh, bộ binh cơ giới, tăng-thiết giáp, hoặc đặc công với những trung đoàn hỗ trợ như pháo binh, công binh, pháo chống tăng, trinh sát, phòng không, tên lửa, quân y, thông tin liên lạc, hậu cần, cảnh sát quân đội.

### Kinh tế
Trong HoI4 kinh tế được chia làm 2 loại gồm xây dựng và sản xuất
Đối với xây dựng thì mỗi vùng trong lãnh thổ có thể chứa đựng một số lượng nhà máy quân sự và dân sự nhất định, có thể mở rộng số lượng thông qua cây tập trung quốc gia, và xây dựng những công trình khác như Boong ke, các ụ pháo phòng không, radar, silo dầu, nhà máy lọc dầu, bệ phóng tên lửa, lò phản ứng hạt nhân, cơ sở hạ tầng. Đối với khu vực gần biền thì còn có thêm tùy chọn xây thêm Boong ke bờ biển. Nhà máy dân sự dùng trong việc sản xuất đồ dùng trong nước, đổi với nước khác để thu nguyên liệu khác nhau vào, xây dựng nhà máy quân sự.
Nhà máy quân sự dùng trong việc sản xuất các thiết bị và phương tiện trong quân đội như: súng, xe tăng, máy bay,...